# Sebastián Leto
Pour les articles homonymes, voir Léto (homonymie).
Sebastián Leto (né le 30 août 1986 à Buenos Aires) est un ancien joueur de football argentin.

## Biographie
Auparavant il avait évolué dans le club de première division argentine Lanús avec lequel il disputa 52 matchs, puis au Liverpool Football Club et enfin à l'Olympiakos Le Pirée, où il avait été prêté par Liverpool FC.
Il fit ses débuts avec Liverpool FC lors du match opposant son nouveau club contre Shanghai Shenhua. Cependant depuis décembre 2007 le joueur n'a plus été aligné par Rafael Benitez.
En effet Rafael Benitez a préféré éviter les ennuis à son club du fait d'une suspicion d'utilisation d'un faux passeport de la part du joueur.
Il est prêté à l'Olympiakos lors du mercato d'été 2008.
À l'issue de la saison 2008-2009, Il signe dans le club rival, le Panathinaïkos.